# Fafosszília

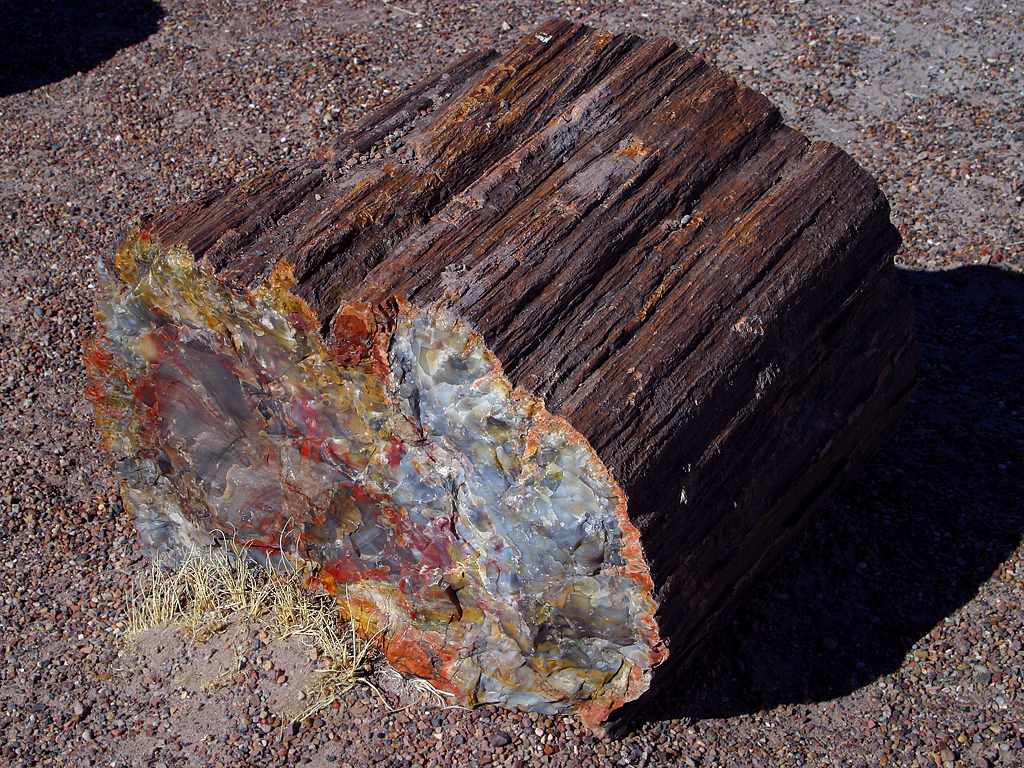
Kövesedett fa

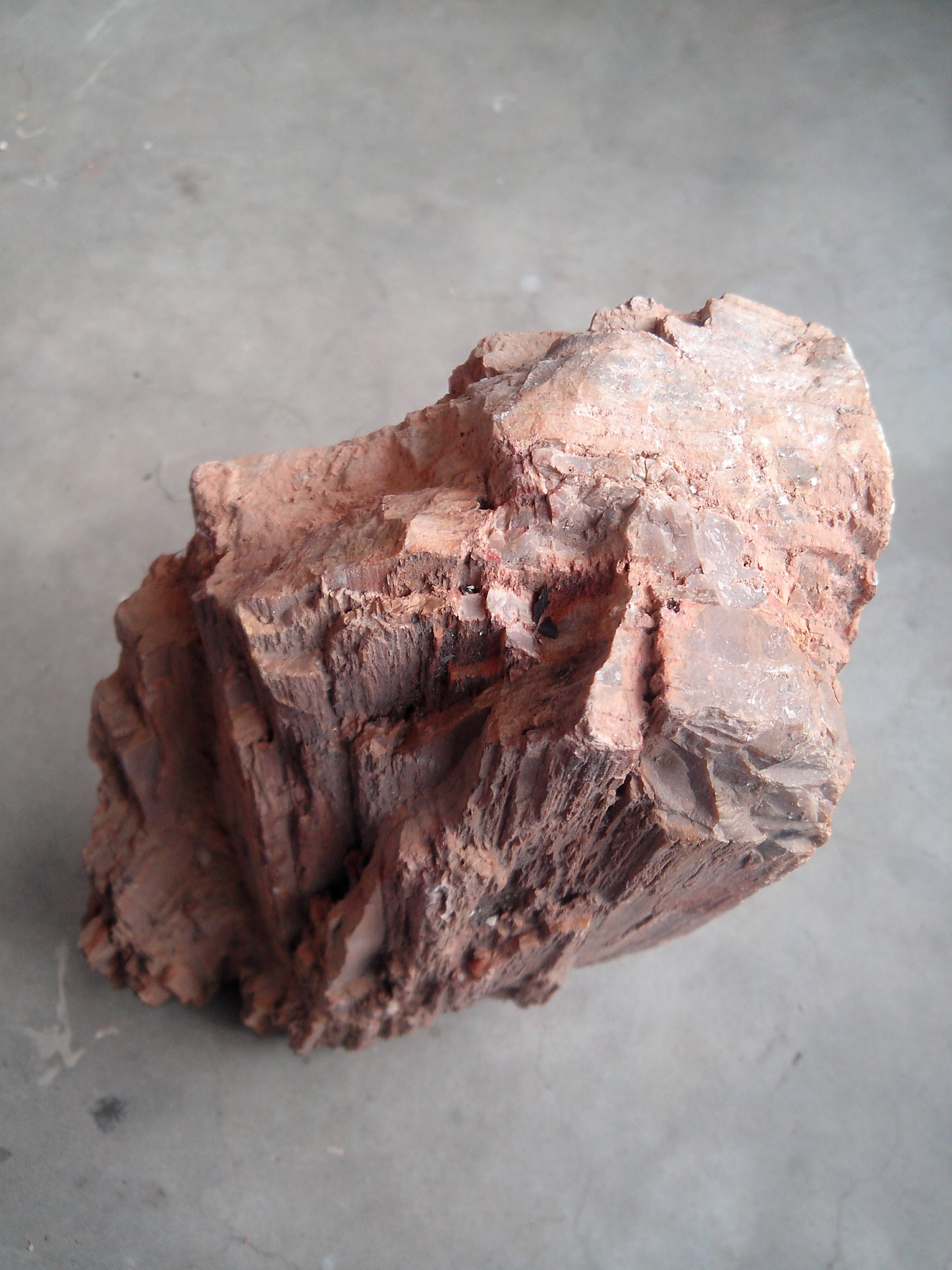

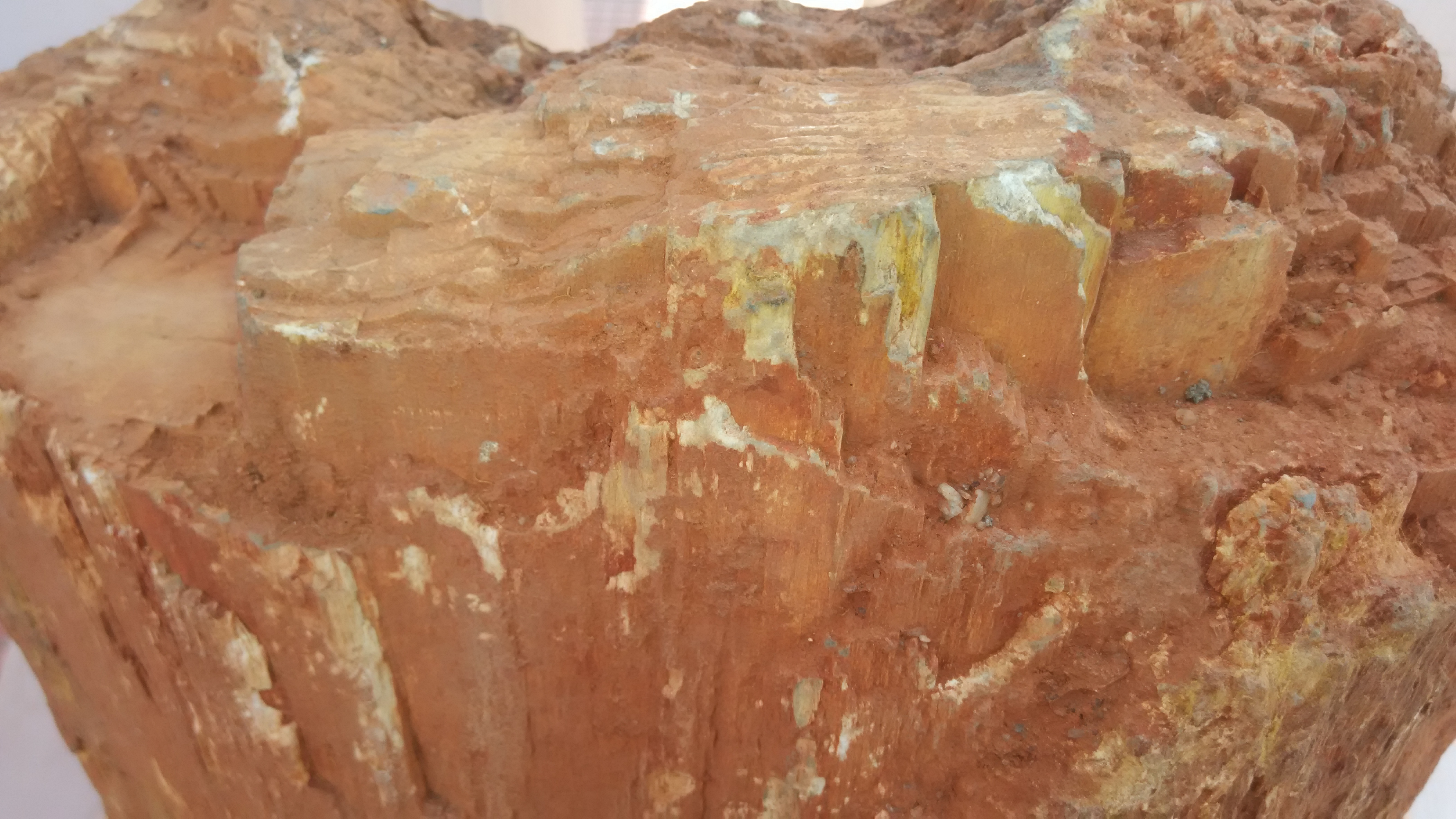
Pliocén korú fafosszília a tamilnádui Thirvakkaraiból

A fafosszília a fosszíliák egy típusa: fosszilizálódott fa, illetve egykor élt fa fosszilizálódott része. A fafosszília lehet kövesedett, vagy nem.
A fás szárú növények fásodott részei állják ki legjobban az idő próbáját, és ezek maradványai kerülnek elő legkönnyebben fafosszíliaként is. Amennyiben az egykor élt növény többi része egyáltalán nem ismert az ősmaradványanyagból, úgy az ilyen fafosszíliák jellegzetes botanikai nevet kapnak: az „-oxylon” utótaghoz – mely arra utal, hogy a fosszília egykor xilémtartalmú élő faanyag volt – előtagként annak a növénycsoportnak a rendszertani nevét kapcsolják, amelyhez tartozónak vélik a fosszíliát. Például az Araucarioxylon olyan fafosszília, amely egy Araucaria-, vagy valamely vele rokon fajnak a maradványa. A Palmoxylon valamilyen pálmafajra, a Castanoxylon valamilyen gesztenyefajra utal.

## Típusai

### Kövesedett fafosszília
A kövesedett vagy megkövült fafosszíliák úgy képződnek, hogy az egykor élt fa szerves anyagai szervetlen ásványi anyagokra cserélődnek ki valamilyen folyamat következtében, s az eredeti faanyag megkövül, kővé válik. A kövesedés folyamata során a fa eredeti szerkezete megőrződik.
Az egyik legnevezetesebb megkövült erdő Arizonában található a Petrified Forest Nemzeti Parkban.

### Mumifikálódott fafosszília
Ha a famaradvány nem kövült, akkor mumifikálódott fafosszíliáról beszélünk; ezek akkor képződnek, amikor a fák viszonylag gyorsan, száraz hideg vagy száraz forró környezetben temetődnek be. Paleobotanikailag azért értékesek, mert bennük az egykor élt fa sejtjeinek és szöveteinek eredeti állapota őrződik meg, így dendrológiai módszerekkel ugyanúgy vizsgálhatók, mint a ma élő növények. Nevezetes példái közé tartozik mind az Ellesmere-, mind az Axel Heiberg-szigeten megtalált mumifikálódott erdő, vagy a bükkábrányi ősfák.

### Elmerült erdők
Az elmerült erdők (angolul submerged forests) olyan egykori erdők maradványai, amelyeket víztest borított el. Ezek közül a tengerpartok közelében állt és a tenger-előrenyomulás (transzgresszió) következtében elmerült erdők fontos szerepet játszanak az utolsó eljegesedés óta bekövetkezett tengerszint-emelkedés meghatározásában.

## Fordítás
Ez a szócikk részben vagy egészben  a   Fossil wood című angol Wikipédia-szócikk ezen változatának fordításán alapul.  Az eredeti cikk szerkesztőit annak laptörténete sorolja fel. Ez a jelzés csupán a megfogalmazás eredetét és a szerzői jogokat jelzi, nem szolgál a cikkben szereplő információk forrásmegjelöléseként.